# Цилиндр Типлера
Цили́ндр Ти́плера — гипотетический объект, получающийся из точного решения уравнений Эйнштейна, выведенного Корнелием Ланцошем в 1924 году и независимо Виллемом ван Стокумом в 1936 году.
В 1974 году Франк Типлер обнаружил возможность появления в этом решении замкнутых времениподобных линий. 
Затем Стивен Хокинг показал, что путешествия во времени с помощью цилиндра Типлера возможны только в том случае, если он будет обладать бесконечной длиной.

## Использование в культуре
- В цикле фантастических романов «Космострада» Джона Де Ченси использовались вертикально установленные цилиндры Типлера (называемые в книге «объекты Керра-Типлера») для создания пространственно-временных порталов на интергалактических автострадах
- Ларри Нивен в 1977 году написал короткий рассказ «англ. Rotating Cylinders and the Possibility of Global Causality Violation», позаимствовав название из работы Типлера[3]
- В романе 1978 года Пола Андерсона «Аватара»
- В повести 1986 года Вернора Винджа «Затерянные в реальном времени»
- В цикле Уильяма Кита-младшего (под всевдонимом Иэн Даглас) «Звёздный авианосец», люди обнаруживают несколько огромных быстровращающихся цилиндров, которые оказываются порталами в шаровое скопление в далёком прошлом.
- В визуальной новелле Steins;Gate (2009)[источник не указан 1847 дней]